# Фолклор на САЩ
Фолклорът на САЩ (наричан от жителите им American folklore, американски фолклор) е фолклорната традиция, която се развива в там след пристигането на европейски заселници, тоест 16 век. Въпреки че той съдържа и заемки от традицията на местните жители - индианците, американският фолклор е различен от този на която и да е общност от местни обитатели. Той се отнася основно до емигрантите и до новата земя, която те намират за завладяваща.

## Фолклорни герои

### По-скоро митични
- Пол Бънян
- Джон Хенри
- Железния Джон
- Джон Завоевателя
- Пекос Бил
- Кейси Джоунс

### По-скоро реални
- Майк Финк
- Били Хлапето
- Джеси Джеймс
- Джони Епълсийд
- Кит Карсън
- Дейви Крокет
- Дениъл Бун
- Дивия Бил Хикок
- Уайът Ърп
- Док Холидей
- Стагър Лии
- Джо Хил
- Панчо Виля
- Бъфало Бил

### Жени
- Бетси Рос
- Бони Паркър
- Каламити Джейн
- Лизи Бордън
- Мали Лейвю
- Ла Лорона
- Мария Монк
- Моли Питчер
- Ани Оукли

### Индианци
- Хайавата
- Покахонтас
- Скуанто
- Джеронимо
- Сакагавеа